# Pomoč (sura)
Pomoč (arabsko An-Nasr) je 110. sura (poglavje) v Koranu, ki jo sestavlja 3 ajatov (verzov). Je medinska sura.
Med opravljanjem molitve (salata oz. namaza) pri tej suri verniki opravijo 1 ruku' (priklon).